# Morro de Liebre (manzana)
Morro de Liebre es el nombre de una variedad cultivar de manzano (Malus domestica). Esta manzana está cultivada en la colección de la Estación Experimental Aula Dei (Zaragoza) con n.º de accesión "3256". Es originaria de la Comunidad autónoma de Aragón, actualmente conserva interés comercial en los valles del Jalón y Jiloca (provincias de Zaragoza y Teruel).

## Sinónimos
- "Manzano Morro de Liebre",[8][9]
- "Mazá Morro-de-lebre",
- "Morro de llebre",[10]
- "Hocicuda",
- "Morruda",
- "Hocico de perro",
- "FocicuPerru".[11][12]

## Historia
'Morro de Liebre' es de origen desconocido, se la considera autóctona de la Comunidad autónoma de Aragón. Aparece en catálogos comerciales del siglo XIX (Huerta-Jardín de Bruil de Zaragoza, 1877).
Variedad que conserva interés comercial con abundante producción en la provincia de Zaragoza en el valle del río Jalón y en la provincia de Teruel en el valle del río Jiloca donde alcanzan una elevada calidad.

## Características
El manzano de la variedad 'Morro de Liebre' tiene un vigor elevado. Tamaño grande y porte erguido; época de inicio de brotación a partir del 1 de abril y de floración a partir de 28 abril; sus flores tienen una longitud de pétalos media, anchura de pétalos media, disposición de los pétalos en contacto entre sí, con una longitud del pedúnculo corto; tubo del cáliz ancho, triangular o alargado, rara vez lo presenta estrecho, y con los estambres insertos por la mitad, pistilo fuerte.
La variedad de manzana 'Morro de Liebre' tiene un fruto de tamaño grande o medio según si tiene aclareo o no; forma tronco-cónica, voluminosa hacia su base, con contorno regular en su mayoría, suavemente acostillada; piel fuerte, grasa o sólo levemente untuosa, frotada suavemente abrillanta sin llegar a un acharolado vistoso; con color de fondo amarillo o verdoso, sobre color medio, siendo el color del sobre color sonrosado, siendo su reparto en chapa, presenta chapa de tono rosado más o menos vivo en zona de insolación, con un punteado abundante, blanco y verdoso, aisladamente se encuentra también alguno ruginoso, y con una sensibilidad al "russeting" (pardeamiento áspero superficial que presentan algunas variedades) débil; pedúnculo medianamente largo, fino a grueso, a veces ensanchado en su extremo, algunas veces aparece en el lateral de la cavidad una pequeña giba, anchura de la cavidad peduncular medianamente amplia o estrecha, profundidad cavidad pedúncular profundidad media o marcada, bordes levemente irregulares y ondulados, con chapa ruginosa en el fondo o levemente iniciada, y con una importancia del "russeting" en cavidad peduncular débil; anchura de la cavidad calicina amplia, profundidad de la cavidad calicina poco profunda o bastante profunda, bordes ondulados marcando cinco protuberancias y en algunos hasta siete, y con importancia del "russeting" en cavidad calicina muy débil; ojo cerrado o entreabierto, encontrándose entre varios alguno abierto, tamaño medio; sépalos grandes, carnosos en la base, de puntas largas y vueltas, color verdoso y tomentoso.
Carne de color blanco; textura jugosa; sabor dulce, perfumada, levemente aromática, buena; corazón bulbiforme, casi siempre centrado; eje abierto; celdas semi-lunares o bien anchas y marcadamente redondeadas, puntiagudas en su inserción; semillas alargadas.
Época de maduración y recolección a partir del 10 de septiembre. 'Morro de Liebre' es una manzana dedicada a la producción de manzana fresca de mesa. Se usa como manzana de mesa fresca de mesa. Aguanta conservación en frío hasta cuatro meses.
De entrada en producción más bien lenta, es posteriormente muy productiva, con acusada tendencia a la vecería (Contrañada), por lo que es necesario un  cuidadoso aclareo.

## Susceptibilidades
- Oidio: ataque fuerte
- Moteado: no presenta
- Raíces aéreas: ataque débil
- Momificado: no presenta
- Pulgón lanígero: ataque medio
- Pulgón verde: no presenta
- Araña roja: no presenta
- Chancro: no presenta[15]